# Sapiens: en kort historik över mänskligheten
Sapiens: en kort historik över mänskligheten (hebreisk originaltitel: קיצור תולדות האנושות, engelsk originaltitel: Sapiens: A Brief History of Humankind) är en bok av den israeliska författaren Yuval Harari som  publicerades på hebreiska i Israel 2011, engelska 2014 och svenska 2015. Harari citerar Jared Diamonds Vete, vapen och virus som en av de största inspirationskällorna för boken, "nämligen att ställa mycket stora frågor och besvara dem vetenskapligt".
Boken undersöker mänsklighetens historia från utvecklingen av den arkaiska mänskliga arten i stenåldern fram till det tjugoförsta århundradet. Hararis främsta argument är att Homo sapiens dominerar världen, eftersom det är det enda djuret som kan samarbeta flexibelt i stora antal. Längre in i boken hävdar han att Homo sapiens kan samarbeta flexibelt i stora antal, eftersom den har en unik förmåga att tro på saker som existerar enbart i artens egen fantasi, såsom gudar, nationer, pengar och mänskliga rättigheter. Författaren hävdar att alla storskaliga mänskliga samarbetssystem - inklusive religioner, politiska strukturer, handelsnätverk och rättsliga institutioner - bygger ytterst på fiktion.